# Meddle
Meddle (с англ. — «Вмешательство») — шестой студийный альбом британской рок-группы Pink Floyd, выпущенный 13 ноября 1971 года в Великобритании. В США альбом был издан лейблом Harvest Records немного раньше — 30 октября того же года. Meddle достиг 3-го места в хит-парадах Великобритании и 70-го места в США. По словам музыкального критика (Daryl Easlea), этот альбом «представляет собой рождение Pink Floyd в том виде, в каком мы их знаем сегодня».
В 1992 году альбом был ремастирован в новом цифровом формате и переиздан на CD в августе 1994 года в Европе и в апреле 1995 года в США.

## История создания
В начале 1971 года группа завершила серию концертов в Америке и Англии в поддержку альбома Atom Heart Mother и приступила к работе над новым материалом в Abbey Road Studios. В то время студия была оснащена только восьмидорожечной многодорожечной записывающей аппаратурой, что группа сочла недостаточным для своего нового проекта. Из-за этого часть работы была осуществлена в небольших лондонских студиях AIR и Morgan в Вест-Хэмпстеде, обладавших более современным записывающим оборудованием.
Не имея центральной темы проекта, группа использовала несколько экспериментальных методов, пытаясь подстегнуть творческий процесс. В одном из упражнений каждый участник играл на отдельной дорожке без привязки к тому, что делали другие участники. Темп был совершенно произвольным, в то время как группа играла вокруг согласованной структуры аккордов и таких настроений, как «первые две минуты романтические, следующие две в более быстром темпе». Каждому записанному разделу было присвоено имя, но процесс был в значительной степени непродуктивным, и спустя несколько недель так и не было создано полноценных новых песен.
Работа над новым альбомом осложнялась ещё и тем, что в этот период группа давала много концертов, прерывавших работу в студии. Группа записывалась в первой половине апреля 1971 года, но во второй половине играла в Донкастере и Норвиче прежде чем вернуться к записи в конце месяца. В мае они делили свое время между сессиями на EMI, репетициями и концертами в Лондоне, Ланкастере, Стирлинге, Эдинбурге, Глазго и Ноттингеме. Июнь и июль были потрачены в основном на выступления на площадках по всей Европе. Август был проведен в концертах по Японии и Австралии, сентябрь — в Европе, а с октября по ноябрь — в США. В тот же период группа выпустила альбом Relics, состоящий из ранних работ группы. В результате работа над альбомом Meddle была завершена лишь в конце сентября.

## Об альбоме
Первая сторона альбома состоит из пяти композиций. Открывает альбом начинающаяся с шума ветра инструментальная композиция «One of These Days», основанная на басовой партии, исполняемой Уотерсом и Гилмором на двух бас-гитарах. Композиция содержит лишь одну фразу «Однажды я порежу тебя на маленькие кусочки», произносимую искажённым голосом Ника Мейсона. Эта композиция плавно переходит в следующую — лирическую песню «A Pillow of Winds», вокал и гитарные партии на которой принадлежит Гилмору. Третья композиция «Fearless» — лирическая песня, партию акустической гитары на которой исполняет Уотерс (вокал Гилмора). Следующая за ней песня «San Tropez» с элементами джазового стиля основана на фортепианной партии Ричарда Райта с вокалом Уотерса и гавайской гитарой, на которой сыграл Гилмор. Завершает первую сторону пластинки короткая блюзовая песня «Seamus» с вокалом Гилмора и завываниями собаки по кличке «Шеймус», именем которой и названа песня.
Вторую сторону пластинки занимает композиция «Echoes», являющаяся одним из самых длинных и самых значительных произведений группы. По мнению некоторых музыкальных критиков, на основе этой композиции был создан один из самых известных альбомов группы The Dark Side of the Moon, именно в «Echoes» наметился переход в музыке Pink Floyd от психоделического к прогрессивному стилю и наиболее полно проявился вклад Дэвида Гилмора в сочинение музыки группы. Стихи в «Echoes» нередко относят к лучшим образцам поэзии Pink Floyd.
Дизайном обложки занималась студия Hipgnosis Сторма Торгесона, уже подготовившая несколько предыдущих альбомов, включая A Saucerful of Secrets, Ummagumma, Atom Heart Mother. Идея использования фотографии человеческого уха под водой для обложки Meddle с концентрическими кругами от падающих капель содержала явную отсылку к композиции «Echoes» и исходила от самих участников группы. Сделанная «небрежно и без фантазии» она уступает в художественном решении всем остальным обложкам группы, её посчитали худшей как музыканты группы, так и сам Торгерсон.
На внутреннем конверте пластинки изображена фотография участников группы (в последний раз до выхода альбома A Momentary Lapse of Reason в 1987).

## Список композиций
| №  | Название                                       | Музыка                       | основной вокал | Длительность |
| -- | ---------------------------------------------- | ---------------------------- | -------------- | ------------ |
| 1. | «One of These Days»                            | Уотерс, Гилмор, Райт, Мейсон | инструментал   | 5:57         |
| 2. | «A Pillow of Winds»                            | Гилмор, Уотерс               | Гилмор         | 5:10         |
| 3. | «Fearless» (включая «You'll Never Walk Alone») | Гилмор, Уотерс               | Гилмор         | 6:08         |
| 4. | «San Tropez»                                   | Уотерс                       | Уотерс         | 3:43         |
| 5. | «Seamus»                                       | Гилмор, Райт, Уотерс, Мейсон | Гилмор         | 2:16         |

| №  | Название | Музыка                       | основной вокал | Длительность |
| -- | -------- | ---------------------------- | -------------- | ------------ |
| 1. | «Echoes» | Райт, Гилмор, Уотерс, Мейсон | Райт, Гилмор   | 23:29        |

## Участники записи
- Роджер Уотерс — бас-гитара, вокал, звуковые эффекты и дополнительная гитара
- Дэвид Гилмор — гитара, бас-гитара, вокал и звуковые эффекты
- Ричард Райт — клавишные, вокал и звуковые эффекты
- Ник Мейсон — ударные, перкуссия, звуковые эффекты и фраза в «One of These Days»

## Позиции в хит-парадах
| Хит-парад (1971)                            | Высшая позиция |
| ------------------------------------------- | -------------- |
| Австралия (Kent Music Report)               | 24             |
| Belgian Albums (HUMO)                       | 10             |
| Канада (RPM Top Albums/CDs)                 | 51             |
| Danish Albums (IFPI)                        | 6              |
| Finnish Albums (Soumen Virallinen)          | 22             |
| Нидерланды (Album Top 100)                  | 2              |
| Italian Albums (Discografia Internazionale) | 11             |
| Spanish Albums (AFE)                        | 21             |
| Великобритания (UK Albums Chart)            | 3              |
| США (Billboard 200)                         | 70             |

| Хит-парад (1972)         | Позиция |
| ------------------------ | ------- |
| Италия (FIMI)            | 29      |
| Нидерланды (Buma/Stemra) | 46      |
| ФРГ (Offizielle Top 100) | 19      |